# Jacques Stella
Jacques Stella (n. 1596, Lyon, Regatul Franței – d. 29 aprilie 1657, Paris, Regatul Franței) a fost un pictor francez, un important exponent al stilului neoclasic al aticismului parizian.

## Viața

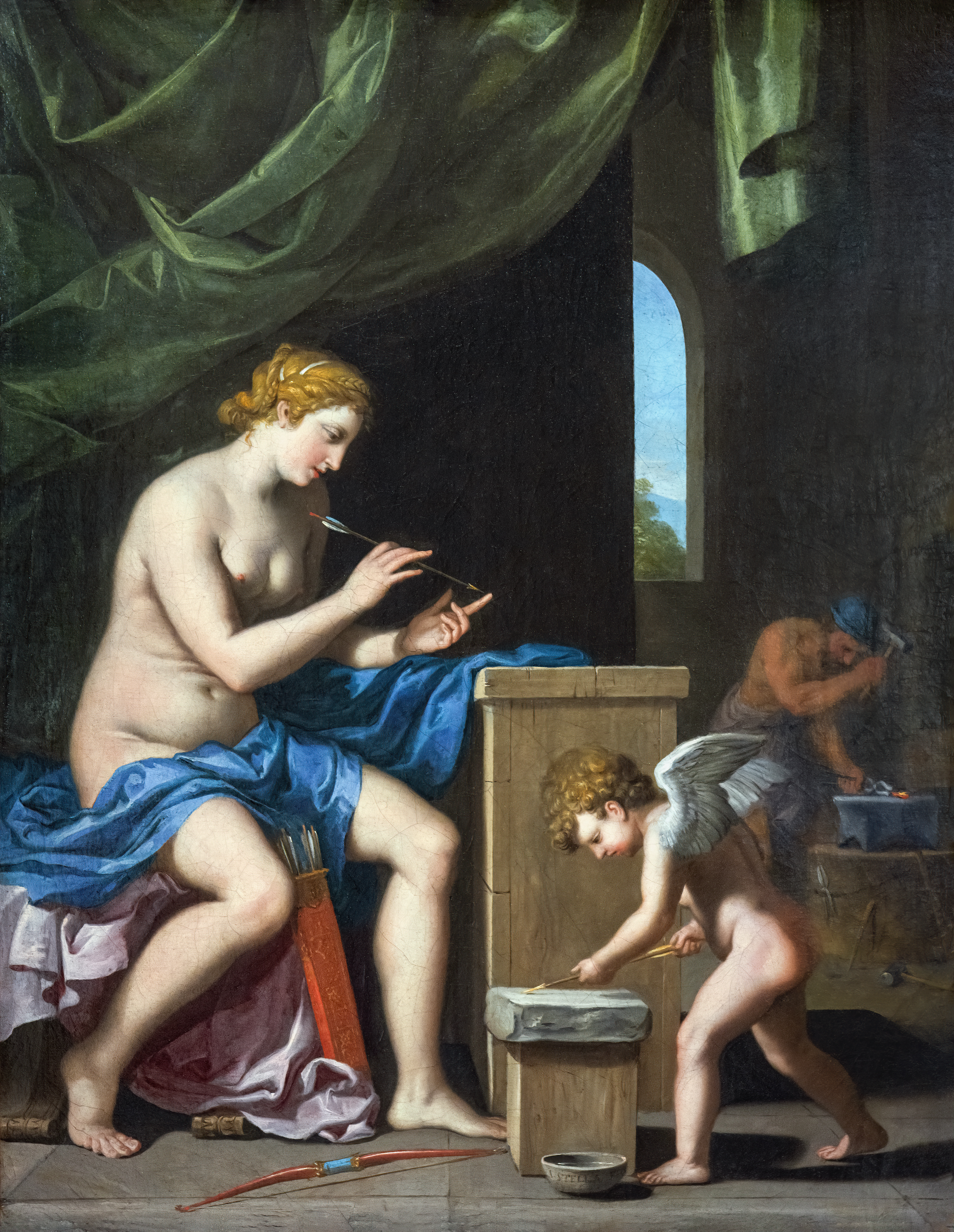
Vulcan forjând săgețile Iubirii

Stella s-a născut la Lyon. Tatăl său a fost François Stella⁠(d), un pictor și comerciant de origine flamandă, dar a murit prea devreme pentru a-l pregăti pe Jacques în pictură. Frații lui Jacques au fost François cel Tânăr și Madeleine (un sculptor și mamă de artiști). A fost unchiul lui Antoinette⁠(d), Claudine⁠(d), Françoise (o artistă pastel) și Antoine Stella⁠(d). Jacques Stella s-a format la Lyon înainte de a petrece perioada 1616-1621 la curtea lui Cosimo al II-lea de Medici din Florența, lucrând alături de Jacques Callot⁠(d) - arta florentină are o influență puternică asupra întregii opere a Stelei. La moartea lui Cosimo, în 1621, Stella s-a mutat la Roma, unde a petrecut următorii 10 ani și și-a câștigat reputația datorită picturilor, micilor gravuri și lucrărilor pictate pe pietre (onix, lapis-lazuli sau pur și simplu ardezie). Lucrând în special pentru papa Urban al VIII-lea, Stella a fost influențat la Roma de clasicism și mai precis de arta lui Nicolas Poussin, cu care a devenit un prieten intim.

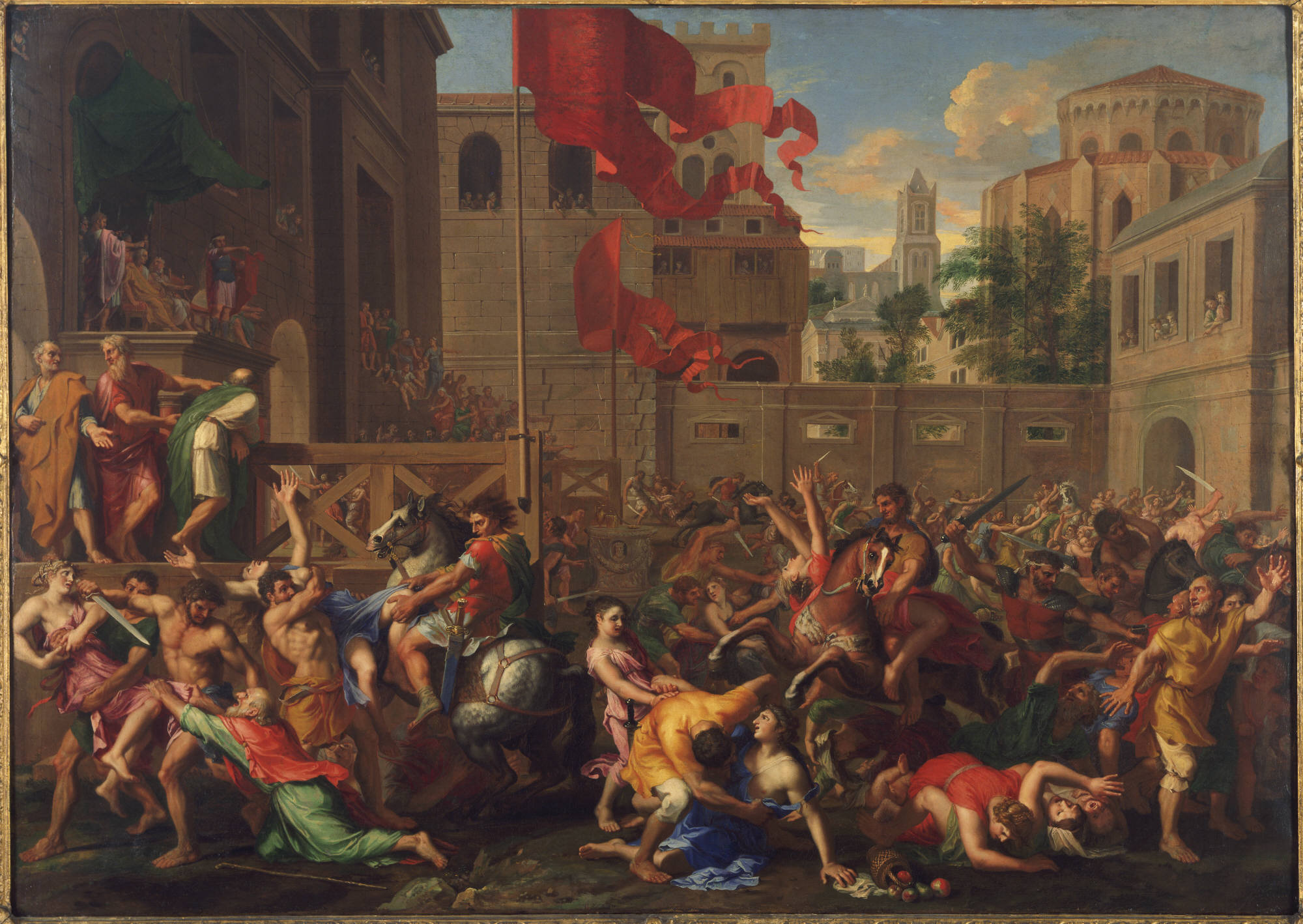
Răpirea sabinelor, Muzeul de Artă al Universității Princeton

Întorcându-se la Lyon în 1634, înainte de a se muta la Paris un an mai târziu, Stella a fost prezentat lui Ludovic al XIII-lea de către cardinalul Richelieu. Regele l-a făcut peintre du roi (adică a trăit de atunci în Luvru) și i-a acordat o pensie de 1000 de livre. A revenit de multe ori la tema copilăriei lui Hristos – există cinci versiuni diferite ale lui despre „Isus descoperit de părinții săi în templu”. A preluat multe comenzi și a decorat, de asemenea, capela Saint-Louis de la castelul Saint-Germain-en-Laye și corul bisericii Saint-François-Xavier (1641–42) alături de Poussin și Simon Vouet⁠(d). Din 1644 a luat parte la decorarea Palais-Cardinal. Spre sfârșitul vieții s-a dedicat din ce în ce mai mult desenului. Pe lângă pictura și desenul, a fost un colecționar important de artă de-a lungul vieții, construind o colecție de picturi de Poussin și Raphael și desene de Michelangelo și Leonardo da Vinci. A murit la Paris.

## Recepție

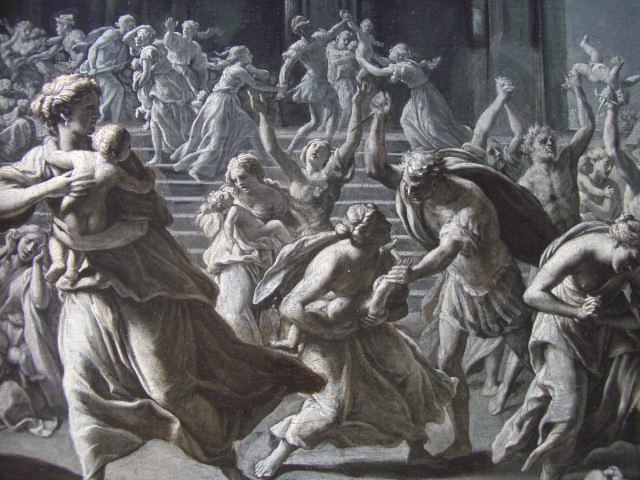
Masacrul inocenților, Musée des Beaux-Arts din Rouen

Îndrăzneață și variată, opera sa s-a mutat ușor între realismul observației directe, spiritul antic și o inspirație religioasă superioară. După moartea sa, picturile și gravurile sale au fost adesea vândute ca fiind operele lui Poussin. Lucrările sale au fost adesea gravate, ceea ce a permis ca arta sa să ajungă la un public larg, mai ales după moartea sa, sub imboldul nepoatei și moștenitoarei sale, artista Claudine Bouzonnet-Stella (decedată în 1697). O retrospectivă a operei sale a avut loc la Musée des Beaux-Arts de Lyon în perioada 17 noiembrie 2006 - 19 februarie 2007, înainte de a fi itinerată la Musée des Augustins din Toulouse în perioada 17 martie - 18 iunie 2007.